# Suazilandia en los Juegos Olímpicos de Sídney 2000
Suazilandia estuvo representada en los Juegos Olímpicos de Sídney 2000 por seis deportistas, cuatro hombres y dos mujeres, que compitieron en cuatro deportes.
El portador de la bandera en la ceremonia de apertura fue el boxeador Musa Simelane. El equipo olímpico suazi no obtuvo ninguna medalla en estos Juegos.